# Mausoléo
Mausoléo is een gemeente in het Franse departement Haute-Corse (regio Corsica) en telt 15 inwoners (2009). De plaats maakt deel uit van het arrondissement Calvi.

## Geografie
De oppervlakte van Mausoléo bedraagt 14,0 km², de bevolkingsdichtheid is dus 1,1 inwoners per km².
De onderstaande kaart toont de ligging van Mausoléo met de belangrijkste infrastructuur en aangrenzende gemeenten.

## Demografie
Onderstaande figuur toont het verloop van het inwonertal (bron: INSEE-tellingen).

Vanwege een beveiligingsprobleem met de MediaWiki Graph-software is het momenteel niet mogelijk deze grafiek weer te geven. Zodra de software is bijgewerkt zal de grafiek vanzelf weer zichtbaar worden.
1. ↑  Populations de référence 2022.